# ダルマボール
ダルマボール株式会社は、大阪市東成区大今里に本社を置いていたスポーツ用品製造・卸売りメーカー。
主に野球用具・野球用品の製造・卸売りを事業としていた。
2011年廃業